# Смяч (річка)
Смяч (Смя́чка) — річка в Україні, на півночі Чернігівської області, в межах Городнянського та Сновського районів. Права притока Снову (басейн Десни).

## Опис
Довжина 47 км, площа басейну 582 км². Долина невиразна, завширшки пересічно 2 км. Заплава двостороння. Річище упродовж 33 км каналізоване, завширшки до 10 м, завглибшки до 2 м. 

## Розташування
Смяч бере початок біля села Будище, тече переважно на південний схід, у пониззі — на південь. Впадає у Снов біля села Смяч. 
На річці розташовані населені пункти:
- Будище, Гніздище, Горошківка, Диханівка, Дроздовиця, Політрудня, Студенець, Травневе Городнянського району;
- Стара Рудня, Смяч  Сновського району.

## Притоки
- Чибриж - ліва притока;
- Ягодинка - права притока;
- Річка без назви - права притока. Довжина річки 15 км, похил річки — 1,3 м/км. Площа басейну 50 км². [2] Бере початок на північному заході від Пекурівки. Тече переважно на південний схід через село Смяч і впадає у річку Смяч. На деяких ділянках пересихає. Річку перетинає автомобільна дорога Н28.